# Luis Pastrana Giménez
Luis Pastrana Giménez (León, 11 de diciembre de 1950 - 11 de octubre de 2003) fue un historiador, escritor y periodista español, cronista oficial de la ciudad de León.
Historiador, escritor y periodista; gran erudito de la provincia de León, conocedor de todos los pueblos y un gran divulgador y didacta en el más amplio sentido de la palabra. Autor de numerosos libros, artículos periodísticos y conferencias sobre las costumbres, monumentos, historia, arte y naturaleza de su querida provincia y ciudad natal de León. Hermano de las cofradías del Dulce Nombre de Jesús Nazareno, Nuestra Señora de las Angustias y Soledad, Real cofradía de Minerva y Vera Cruz y de la Real hermandad de Jesús Divino Obrero. Recibió a lo largo de su vida decenas de premios, por estos motivos y por sus muchas aportaciones históricas fue nombrado Cronista Oficial de la ciudad de León en el mes de febrero del año 2001. 

## Biografía
Luis Pastrana Giménez nació en León el 11 de diciembre de 1950 . Inició sus estudios en el colegio de las Carmelitas y luego en los Maristas en León. En la adolescencia se empezó a interesar por temas leoneses, y se decidió a continuar sus estudios en la Universidad de Valladolid obteniendo la licenciatura en Filosofía y Letras (sección Historia) y la diplomatura en Cinematografía ampliando su formación con el Curso de Aptitud Pedagógica (C.A.P.) y como monitor de cine para menores.

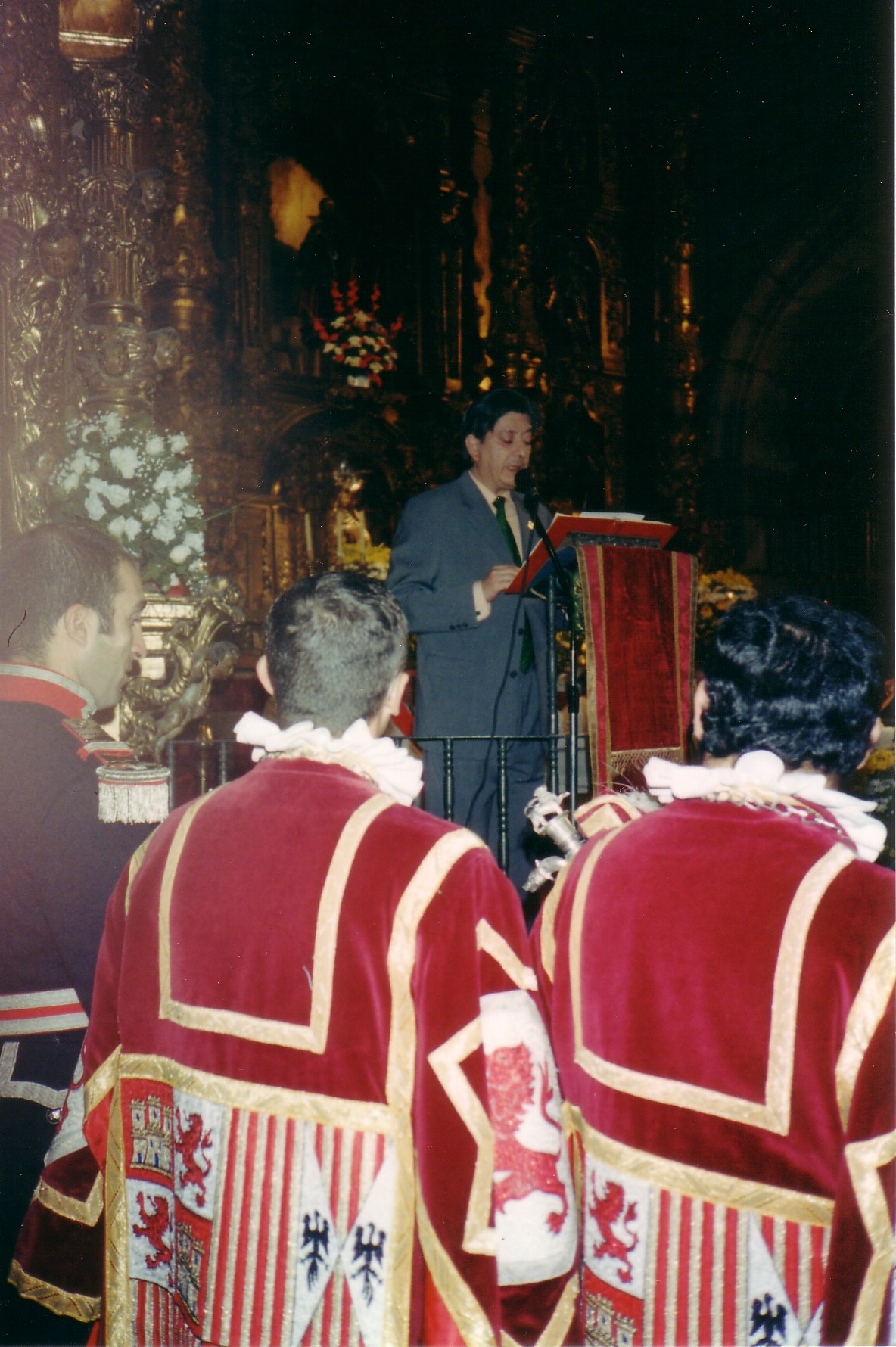
Luis Pastrana. San Marcelo. 29-10-2000

Sus inicios profesionales fueron de profesor en distintos colegios de León como en la Asunción (1971-1972) y en los Agustinas (1972). En los primeros años de la década de 1970 participó en el Club Amigos de la Naturaleza (CCAN) y en esa época empezaría a publicar sus primeros artículos periodísticos en el periódico Diario de León siguiendo en El Pensamiento Astorgano, Aquiana, El Adelanto Bañezano, Tierras de León, La Crónica, El Faro Astorgano y La Hora Leonesa. Como curiosidad, sus primeros artículos los firmó con el nombre de Antonio Giménez.

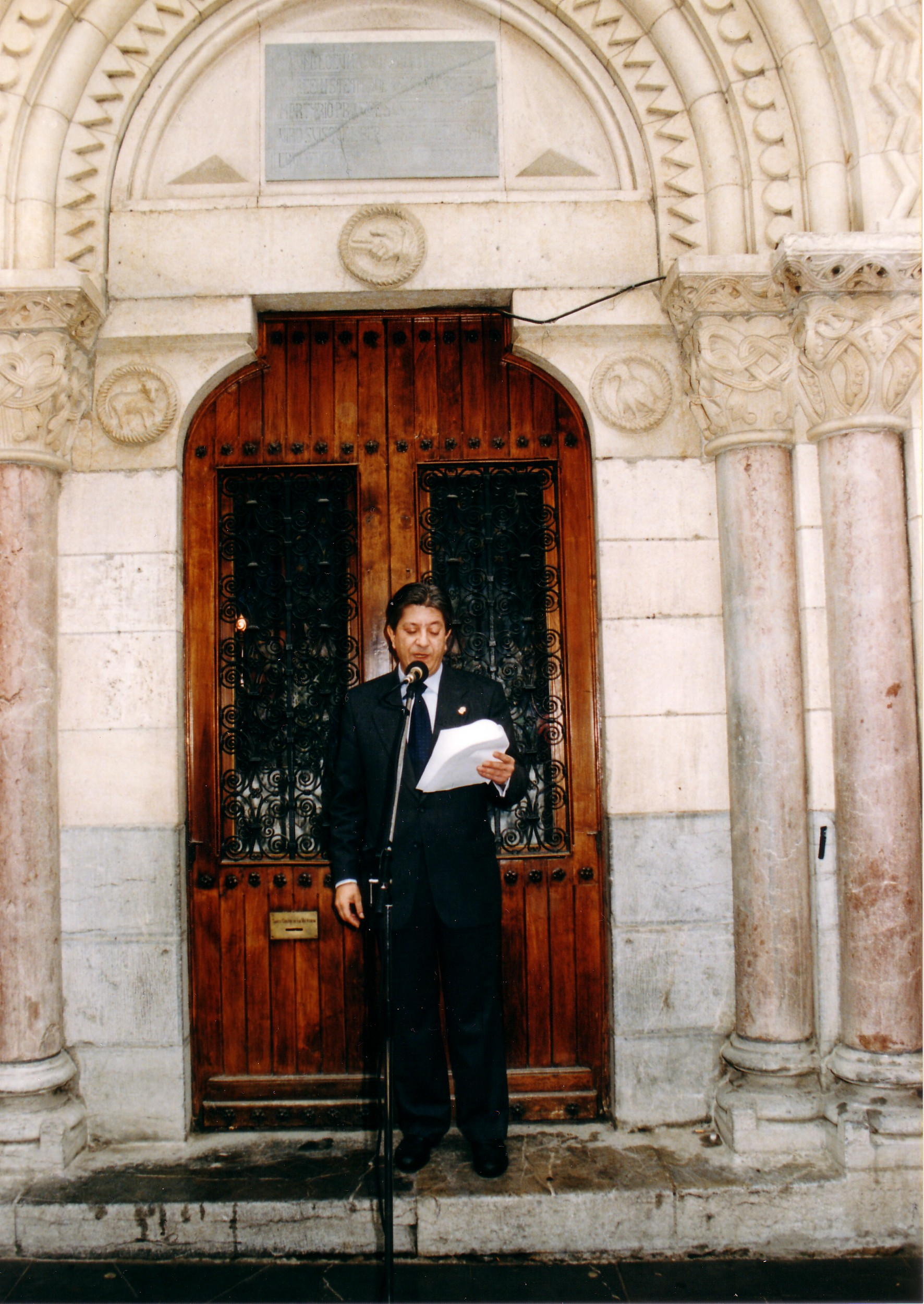
Luis Pastrana. Capilla del Cristo de la Victoria. 25-10-1998

En el año de 1974 empezó a dar conferencias relacionadas con el patrimonio artístico y el arte, ya fuera sobre temas de la provincia en general o sobre algunas comarcas leonesas en particular, desarrollando esta actividad en lugares como León, Bembibre, Ponferrada, Sabero, Benavides de Órbigo, etc. Un año después, en 1975, inició su trabajo en la editorial Everest como subjefe de la Sección de Turismo con la publicación y realización de más de cien libros y revistas.
En estos años ganó sus primeros premios periodísticos. En 1976, el primer premio en el Festival Nacional de Exaltación del Botillo (Bembibre), Leopoldo Panero en la Semana de Exaltación de Valores Leoneses (Astorga), y Ayuntamiento de La Bañeza. (La Bañeza) En 1977 fue galardonado, también con el primer premio, del Festival Nacional de Exaltación del Botillo y el Premio Nacional de Periodismo sobre Patrimonio Histórico-Artístico otorgado por el Ministerio de Cultura. En 1979 ganó el concurso del Ministerio de Cultura para realizar el Inventario de Patrimonio Arquitectónico de carácter Histórico-Artístico de la provincia de León, que realizó reuniendo una gran información en diapositivas y en papel, basando su trabajo en la renovación del Catálogo Monumental y Artístico de León realizado por Manuel Gómez Moreno entre 1906 y 1908, publicado en 1925.
Luis Pastrana dejó la Editorial Everest en 1981 y fue nombrado Jefe de Gabinete de la FELE (Federación Leonesa de Empresarios) y en 1982 asumiría la dirección de Antena 3 radio, emisora que puso en marcha un 20 de diciembre, logrando hacer una radio moderna e innovadora cuyos métodos serían modelo para otros medios de comunicación, destacando por mantener una especial dedicación a la cultura, el patrimonio y las tradiciones locales y provinciales de su tierra, León.

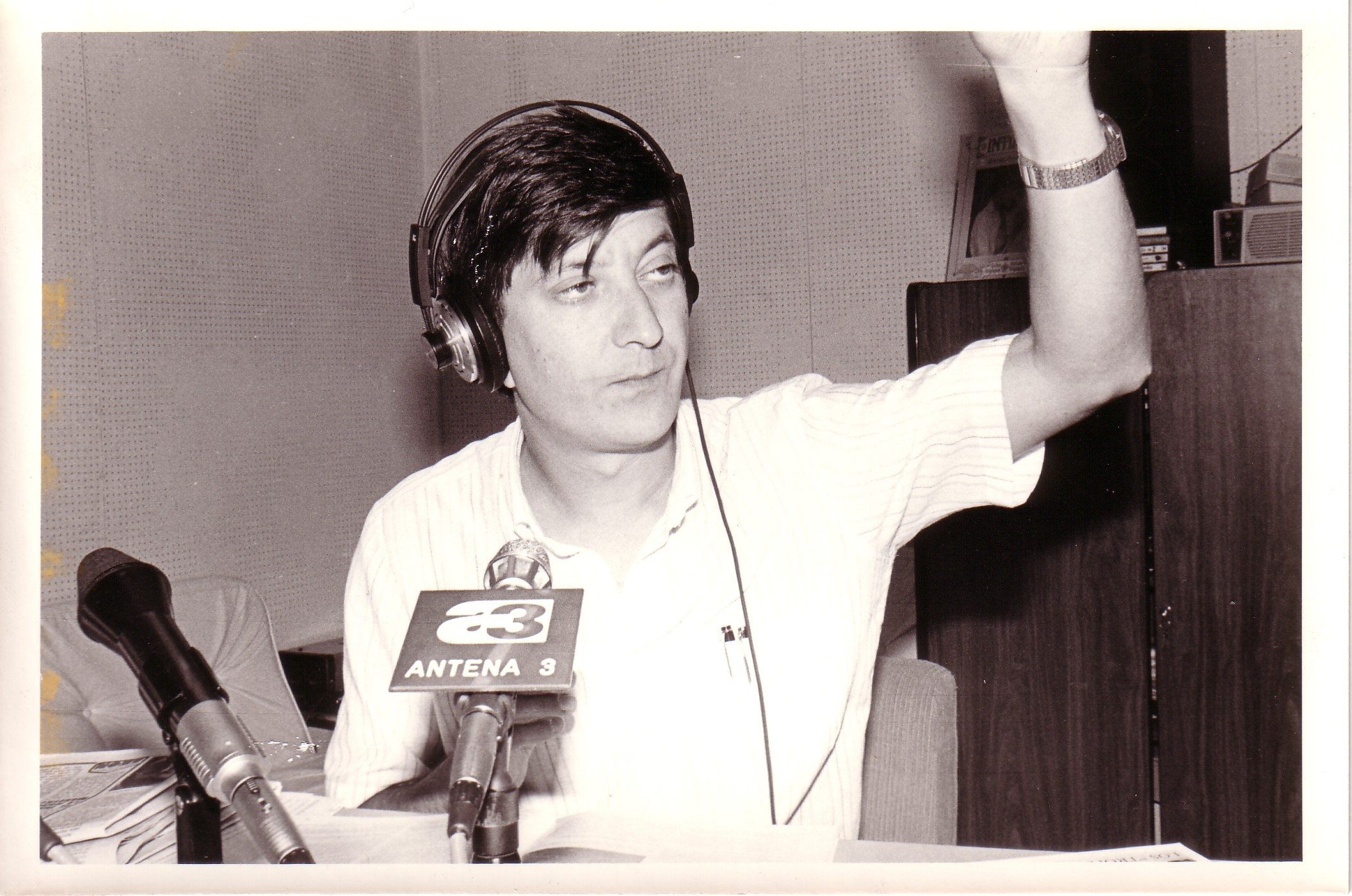
Luis Pastrana. Antena 3 radio

Durante este periodo publicó libros como El Bierzo, 1979 (Libro declarado de interés turístico según el BOE del 29 de noviembre de 1979) La Provincia de León, 1980 (Libro declarado de interés turístico según el BOE del 29 de mayo de 1981) ambos de la Editorial Everest. También realizó monografías con títulos tales como  Sobre los mosaicos romanos y otros objetos hallados en Quintana del Marco, (Tierras de León n.º 25, 1978) Castillos bercianos, (Revista del Instituto de Estudios Bercianos n.º 1, 1981) Iniciativa privada y Patrimonio Artístico. La reconstrucción de la Casa de los Quiñones, en Riolago de Babia, (Tierras de León n.º 46 en 1982).
En 1982 ganó el Premio Nacional de Investigación sobre la Historia del Páramo leonés con la publicación del libro El Páramo. Introducción histórica convirtiéndose en una pequeña joya sobre una zona bastante olvida en la bibliografía historiográfica leonesa.
En 1986 terminó su periodo como Director de Antena 3 radio y un año después, 1987, comenzó a colaborar con los periódicos La Crónica de León y en el Diario de León con artículos sobre la Semana Santa leonesa, reseñas de libros leoneses nacionales e internacionales, también se encargó de la coordinación de secciones como León Profundo y Salvemos la Catedral, así como diversas series sobre divulgación del patrimonio. Además formó parte del consejo editorial del periódico La Crónica.
Entre 1989 y 1999 ocupó la Jefatura del Gabinete de Prensa del Ayuntamiento de León con los Alcaldes Luis Diego Polo, Juan Morano Masa y Mario Amilivia González. Este trabajo lo compaginó, asimismo, con su labor divulgadora, escribiendo artículos en periódicos citados, así como con la publicación de diversos libros.
Es de destacar que desde la década de 1990 desarrolló un mayor interés por temas relacionados con la Semana Santa y las cofradías leonesas, mientras trabaja en la Jefatura del Gabinete de Prensa del Ayuntamiento de León.
En 1992 participa como ponente en el II Congreso de Cofradías de Semana Santa que tuvo lugar en León y en 1993 fue nombrado Pregonero de la Semana Santa de León, teniendo lugar dicho pregón el 29 de marzo en salón de actos de la Caja España en la calle Santa Nonia, siendo la primera ocasión en la que un Pregón de la Semana Santa contó con un leonés, que además era papón y bracero de un paso, en concreto de la Coronación de Espinas de la cofradía del Dulce Nombre de Jesús Nazareno. En su pregón, Luis Pastrana trató sobre el patrimonio artístico de las cofradías, la devoción con la que los leoneses viven las procesiones, bien desde la acera o como hermanos de las cofradías, destacando los momentos más relevantes de la Semana Mayor de León y de su propia Historia.
En la Semana Santa de 1994 es el encargado de hacer la primera Ronda Lírico Pasional de la cofradía del Santo Cristo del Desenclavo, cuya iniciativa acogió Luis Pastrana con gran entusiasmo por no existir en esas fechas nada parecido. Esta ronda tiene lugar por las calles del barrio de Santa Marina el Miércoles Santo desde las 12 de la noche, ya en la madrugada del Jueves Santo, en cuyas paradas se cuenta la sobre las tradiciones y la Historia de los lugares donde se detiene la comitiva. En la actualidad la cofradía de Santa Marina mantiene dicho acto y recibe el nombre de Ronda Lírico Pasional Luis Pastrana Giménez desde el año 2004 al ser reconocido por la hermandad del Desenclavo como su primer mantenedor.
En 1996 publicó el libro Peculiaridades de la Semana Santa leonesa editado por Caja España en el que se muestran aspectos curiosos de la Semana Santa de toda la provincia.
En otro ámbito fue el encargado de realizar los textos explicativos de las placas que figuran en varias calles del entramado histórico de la ciudad de León, colocadas entre los años 1997 y 1999 y que son en la actualidad una sencilla guía pública en el casco antiguo de León.
El 29 de marzo de 1998 fue comentarista en directo de la procesión de los Pasos de la cofradía del Dulce Nombre de Jesús Nazareno acompañado de José Fernández Cacho, cuya retransmisión tuvo lugar para el segundo canal de TVE y en el canal internacional de TVE.
Algunos libros publicados durante esos años fueron: Provincia de León, Almenas, Torres y Murallas en 1990, Despoblados leoneses, Picos de Europa en 1992, Cabezadas y Cantaderas en 1996, y Las sedes Municipales en 1997.
Al finalizar su labor en la Jefatura de Alcaldía del Ayuntamiento de León en 1999, fue nombrado Director y encargado de gestionar los proyectos de los Museos Municipales, que dio lugar a dos planes museísticos redactados por él mismo. Planteó un Museo de la ciudad que estaría situado en el edificio del Ayuntamiento de la Plaza San Marcelo a fin de ilustrar la historia de León desde sus orígenes hasta la actualidad, así como un Museo de la Semana Santa que ocuparía el Palacio del Conde Luna en la plaza del mismo nombre, con imágenes, túnicas, tronos y demás enseres de las cofradías de León. Mientras que el primer museo sería con piezas permanentes, el segundo renovaría las piezas todos los años. Estos dos proyectos que Luis Pastrana peleó intensamente por sacarlos adelante no serán nunca llevados a cabo tras su fallecimiento.
En el año 2000 publicó en colaboración con el profesor de Historia del Arte Fernando Llamazares, el Filósofo y Teólogo José Román Flecha y Gonzalo Márquez, el libro Semana Santa de León patrocinado por la Junta de Castilla y León, participando en el mismo en dos capítulos, Semana Santa, costumbrismo hecho tradición, páginas 121- 144 y Vocabulario peculiar de la Semana Santa leonesa páginas 155 y 156.

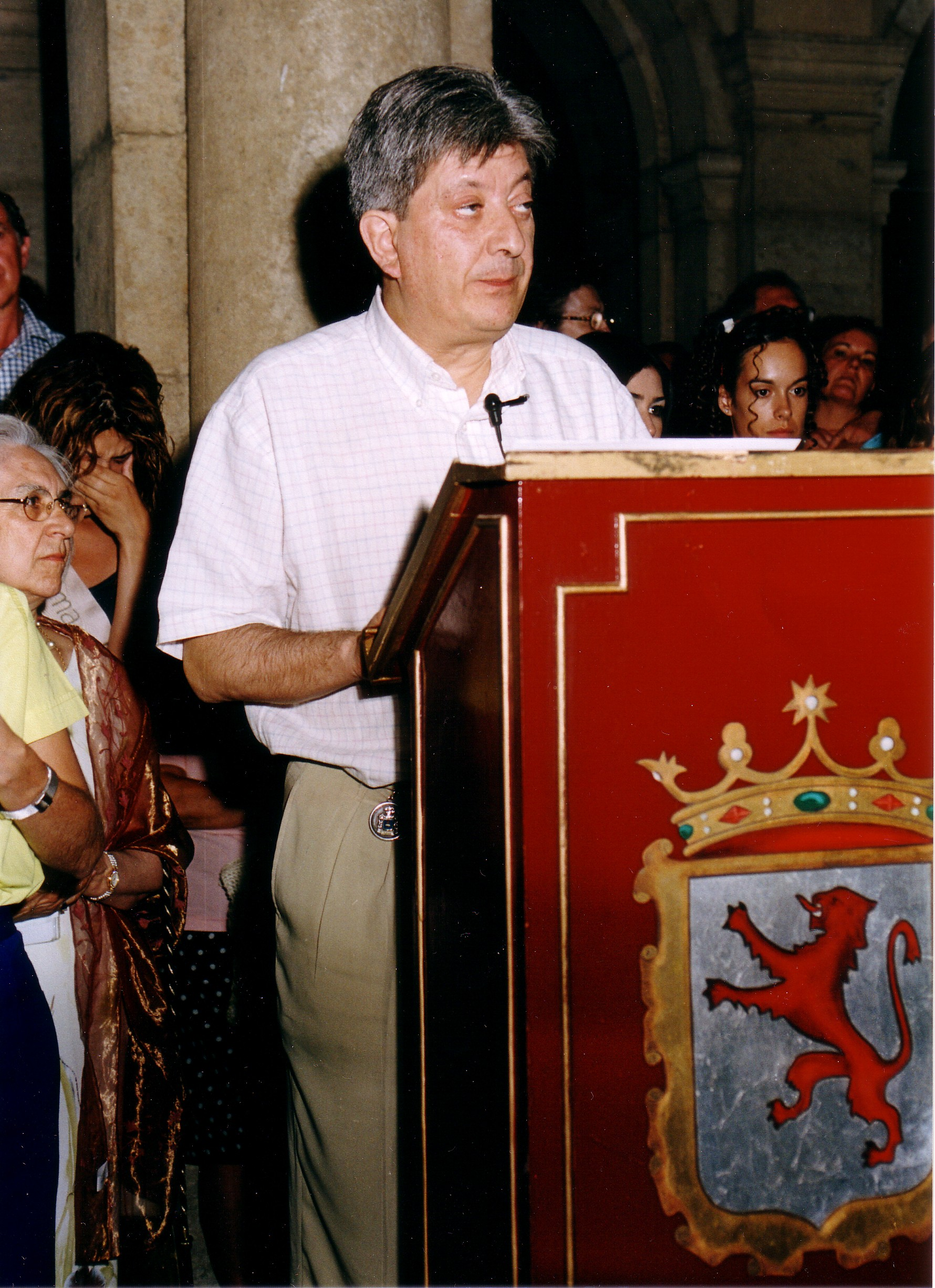
Luis Pastrana. 25-6-2001

Mientras seguía trabajando en libros y conferencias, el Ayuntamiento decidió nombrarle Cronista oficial de León, para él, un verdadero reconocimiento a toda una trayectoria de compromiso con la historia y la cultura de su tierra, que aceptó con honor, y que de algún modo premiaba oficialmente su labor incansable que convirtió en su vida por el estudio del viejo Reino de León. En el acta de la comisión municipal de educación, cultura y deportes del 22 de enero de 2001 figura textualmente el Nombramiento de Cronista Oficial de la ciudad a D. Luis Pastrana Giménez, como Cronista 0ficial de la ciudad a la vista de los relevantes méritos que reúne, como profesional que conoce muy bien la Historia de León, la que ha puesto de relieve muchas veces, tanto de palabra como por escrito en los diferentes trabajos publicados y termina diciendo que esta propuesta se eleve al pleno municipal para que adopte el acuerdo. Aquel acuerdo tuvo lugar en el pleno del 6 de febrero de 2001, con los votos unánimes de toda la corporación del Ayuntamiento de la capital. Este título lo compartió con otro cronista con el que contaba la ciudad, por otro lado magnífico y destacado leonés, el poeta y novelista Victoriano Cremer.
Luis Pastrana tomó su cargo de Cronista Oficial como un premio y definió su nombramiento como un cargo honorífico, que se concede, como norma general a tenor de la trayectoria que ha seguido la persona en cuestión, basado principalmente en el conocimiento del pasado de León, así como la divulgación de temas de la ciudad en cualquiera de sus ámbitos. La función del Cronista es investigar el pasado de la ciudad.
Este año del 2001 hizo el pregón de la Jornadas de la Pasión organizadas por la Cofradía del Santo Cristo del Perdón, el 27 de marzo.
Realizó con Gonzalo Márquez la retrasmisión de la procesión del Santo Entierro organizado por la Real Cofradía de Minerva y Vera Cruz para Televisión de Castilla y León, el Viernes Santo 13 de abril. Una semana antes presentó para la misma cofradía la imagen de Nuestro Señor Jesús de la Salud obra de Manuel López Bécker el 7 de abril, mientras continuó escribiendo diversos artículos en las diferentes revistas y periódicos de la Semana Santa durante este año y siguientes.
También en el año 2001 y como componente de la Asociación en defensa del patrimonio Pro-Monumenta, participó en la conmemoración de la Legio VII en un ciclo de conferencias en las que Luis Pastrana, el 7 de junio, intervino con una ponencia que llevó por título León, una ciudad de 200 años contando el origen de la ciudad.
El mismo año se cumplía el Centenario de la reapertura de la Catedral y escribió el libro Un acontecimiento en León: La reapertura al culto de la Catedral de León editado por el Ayuntamiento de León. Aquel centenario fue definido por su autor como un hecho muy importante en León aunque haya quedado prácticamente olvidado. También, con el mismo motivo realizó un artículo para la revista de la Asociación Promonumenta y otro en la Crónica de León el 27 de mayo con el título La Catedral recuperada. El 7 de octubre es el encargado de la presentación del Voto de San Millán en la iglesia de Santa Marina, ese mismo mes, el día 27, realizó otra presentación, en este caso, sobre la Historia del Colegio y la Sociedad de León ya que el Ayuntamiento entregó la Medalla de Oro de la Ciudad al Colegio Nuestra Madre del Buen Consejo por su centenario.
En noviembre de 2001 se creó una comisión a fin de promover y hacer un seguimiento de la restauración de la imagen de Nuestra Señora de la Piedad de la Iglesia de San Martín, formada por diversos hermanos de la Real cofradía de Minerva y Vera Cruz en la que Luis Pastrana formó parte como Cronista Oficial y hermano también de la citada cofradía leonesa.
En los dos años siguientes, 2002 y 2003, preparó y realizó diversas charlas sobre la Semana Santa además de artículos en diversas revistas de cofradías y periódicos, así como otras conferencias con el título de El Monasterio de San Claudio, El origen de la asociación Promonumenta, Visitas de la Familia Real a León a lo largo del tiempo, y Crónicas de la Beneficencia Municipal.
En diciembre de la año 2002 publicó una de sus obras más importantes: Políticas ceremonias de León. Siglo XXI. Una historia íntima de la ciudad y sus tradiciones, que actualizó y ha divulgado las costumbres y ceremonias del Ayuntamiento. Una verdadera Historia de la institución municipal leonesa con la recopilación de sus corregidores, desgranando temas como el origen y la evolución de los honores del Ayuntamiento, las sedes municipales, así como las fiestas de la ciudad, como las Cantaderas, las Cabezadas, la Semana Santa, y la implicación Municipal en ellas. La obra tomó como base una publicación de 1693 cuyo autor fue Francisco Cabeza de Vaca, Marqués de Fuente Oyuelo.
El libro de las Políticas ceremonias de Luis Pastrana, fue elegido el 22 de octubre de 2003 como Libro leonés del año 2002, reconocimiento otorgado el Instituto leonés de Cultura en la modalidad de monografía local, de hecho es una de las obras clave de la labor investigadora y como historiador del Cronista Luis Pastrana.
El 8 diciembre del año 2002 en la hornacina de la Inmaculada de la Plaza Mayor expuso la razón de los leoneses de acudir todos los años a cantar la Salve en esta fecha destacada, que había tenido su origen, dicho de paso, 75 años antes por la iniciativa del periodista Carmelo Hernández Moro, Lamparilla.
En enero del 2003 el periódico La Crónica- el Mundo editó el coleccionable Los sellos de León en el que Luis Pastrana ilustró con sus palabras los motivos reproducidos en los 74 sellos que tuvo la colección descrita.
Como curiosidad, Luis Pastrana descubrió a principios del año 2003 en las Actas Municipales que el veterinario y político leonés Félix Gordón Ordás, que había sido nombrado Presidente del Gobierno de la República en el exilio entre 1951 y 1960, y que había recibido el 8 de diciembre de 1932 el título de hijo predilecto de la ciudad de León, había sido nombrado hijo indigno de León el 13 de octubre de 1936. Por ello se implicó en sacar del olvido este acuerdo y que Gordón Ordás fuera reintegrado en la lista de Hijos Predilectos del Ayuntamiento de León, con una moción presentada por el entonces alcalde Mario Amilivia en el pleno municipal de diciembre del año 2000.Poco después Luis Pastrana fue convenciendo a Instituciones y gentes de la cultura para que sus restos fueran trasladados desde México a fin de reposar en el cementerio de León. En el Diario de León del 11 de junio de 2003 publicó un artículo recordando un curioso hecho protagonizado por este destacado leonés con el título Gordón Ordás no quiso que Puerta Moneda llevara su nombre.
También en el año 2003 escribió el prólogo del libro de Xuaxús González La Regla de 1611 de la cofradía del Dulce Nombre de Jesús Nazareno de León, que sacaba a la luz las normas por las que inicialmente se regía esta importante cofradía de la Semana Santa de León, la que cuenta con más pasos y hermanos en el presente.
Luis Pastrana fue también secretario de la comisión ejecutiva y responsable del traslado de la imagen de La Virgen del Camino a León el 10 de mayo de 2003, con motivo del VII Centenario de la Catedral de León, así como de su vuelta a su Santuario el día 31 del mismo mes, tras haber pasado 23 años desde la última vez que la Sagrada y Venerada imagen, Patrona del Reino de León, fue bajada en Solemne Procesión a la capital.
Luis Pastrana formó parte en septiembre del 2003, de la comisión creada por la Cofradía de las 7 palabras de Jesús para la restauración de la imagen del Cristo de la Agonía conocido popularmente como Cristo de los Balderas, obra maestra del escultor Gregório Fernádez y que está expuesta en la iglesia de San Marcelo de León.
Trabajando en muchos proyectos que quedaron pendientes y lamentablemente truncados, falleció repentinamente el 11 de octubre de 2003 mientras preparaba una conferencia sobre la Catedral que estaba programada el día 28 del mismo mes.
Victoriano Crémer, el 16 de octubre de 2003, dedicó a Luis Pastrana un artículo homenaje como compañero y Cronista en el Diario de León terminando con una poesía.

## Premios y galardones
Pimiento de oro 1974, en colaboración, Ayuntamiento de Ponferrada 1974
1.er premio Festival Nacional de Exaltación del Botillo, Bembibre 1976
1.er premio ‘Leopoldo Panero’ de la Semana Cultural de Valores leoneses, Astorga 1976
1.er premio ‘Excmo. Gobernador Civil’, conmemoración del VIII centenario del monasterio de Carrizo, Carrizo de la Ribera 1976
Premio Nacional de Periodismo del Ministerio de Cultura (Dirección General de Patrimonio Artístico y Cultural) en 1976 (BOE 11-agosto-1977)
1.er premio de periodismo ‘Ayuntamiento de La Bañeza’, La Bañeza 1976
1.er premio Festival Nacional de Exaltación del Botillo, Bembibre 1977
Placa de la A.P.A. del Instituto de Bembibre, 1977
Ganador del concurso nacional para realizar el Inventario del patrimonio arquitectónico de carácter histórico-artístico de la provincia de León (Ministerio de Cultura, 1979)
Premio nacional de investigación sobre la historia del Páramo leonés, Santa María del Páramo 1982
1.er premio Certamen provincial sobre audiovisuales (Dirección Provincial de Cultura, León 1982)
Trofeo ‘Diego Mella’ de la Federación Leonesa de Montañismo, 1982
Medalla de la Cámara de Comercio en su 75 aniversario, León 1982
Mención de Honor de la Hermandad de Donantes de Sangre, León 11-junio-1982
Diploma como reconocimiento de sus méritos en la creación, desarrollo y consolidación otorgado por la FELE, León. Octubre-2002